# Елабужская ТЭЦ
Елабужская ТЭЦ — тепловая электростанция в городе Елабуга, Республика Татарстан, Россия. Входит в состав ОАО «Генерирующая компания» холдинга «Татэнерго». С сентября 2016 года продана ОЭЗ «Алабуга».

## История и деятельность
Елабужская ТЭЦ прошла сложный этап своего становления, который связанн с периодом непростой экономической обстановки в Российской Федерации в 1990-х годах. Является самым молодым предприятием ОАО «Татэнерго».
В 1985 году для энергоснабжения промышленного узла Камского тракторного завода было предусмотрено строительство ТЭЦ. В 1989 году начато строительство мощной тепловой станции с проектными показателями: электрическая мощность 1 882 МВт, тепловая мощность 4 080 Гкал/час. На тот момент это считалось достаточно серьёзными показателями. К 1994 году была построена основная инфраструктура водогрейной котельной станции, в феврале 2001 года на баланс Елабужской ТЭЦ была принята пускорезервная котельная в составе 3 водогрейных и 3 паровых котлов, а также магистральные тепловые сети. Сейчас Елабужская ТЭЦ снабжает тепловой энергией тех потребителей, которые находятся на территории промышленной зоны, основным из этих потребителей является производственное объединение «ЕлАЗ». Установленная тепловая мощность станции — 420 Гкал/ч.